# Trochalopteron melanostigma
Trochalopteron melanostigma Blyth, 1855 è un uccello passeriforme appartenente alla famiglia dei Leiothrichidae.

## Descrizione

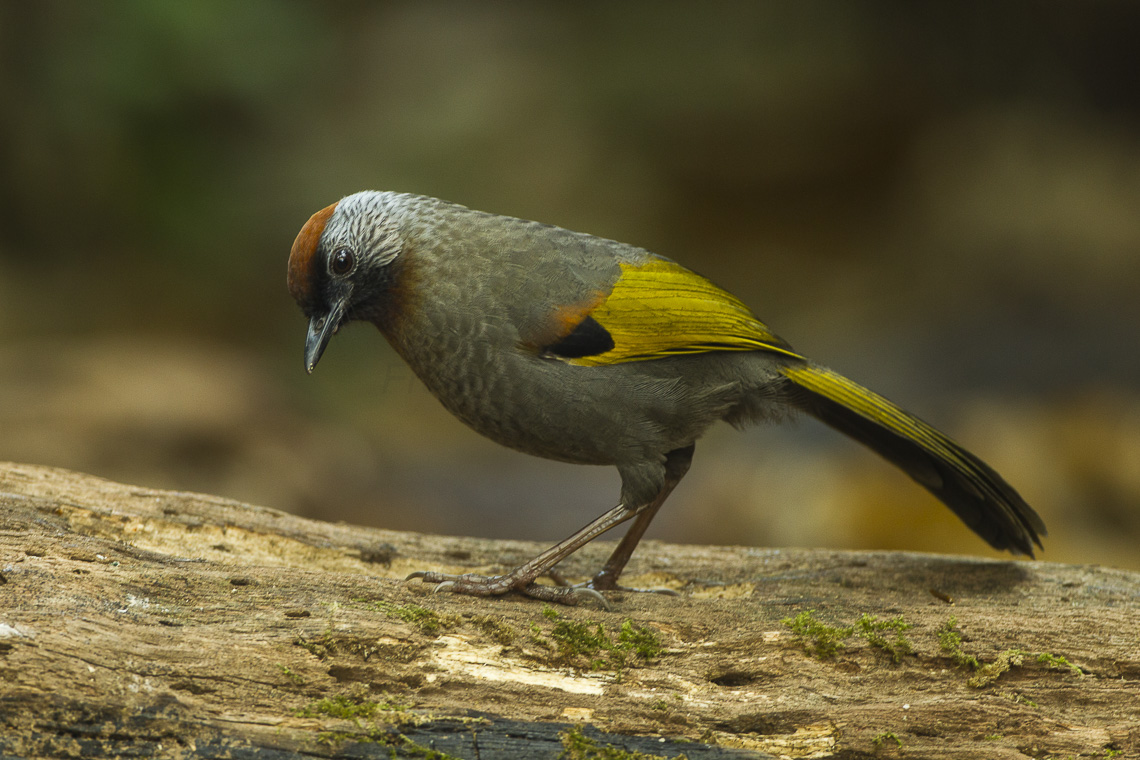
Garrulo sghignazzante dalle orecchie d'argento

Il garrulo sghignazzante dalle orecchie d'argento può raggiungere una lunghezza di 23-27 cm e un peso di 65-75 g. Il piumaggio è di colore grigio sul dorso e sul petto, con capo color arancio-nocciola. Nuca e copriorecchie sono striate color argento, e questa caratteristica distingue visivamente la specie dal garrulo sghignazzante caponocciola (Trochalopteron erythrocephalum), di cui è stato considerato una sottospecie. L'estremità delle ali e la coda sono color giallo ocra.

## Distribuzione e habitat
La specie è presente nelle aree montuose settentrionali del Sud-est asiatico continentale, ovvero nello Yunnan (in Cina) e in Laos, Myanmar, Tailandia e Vietnam. Specie montana e sub-montana, ne abita sia il sottobosco delle foreste, sia le radure.